# Robert Poulet
Pour les articles homonymes, voir Poulet.
Robert Poulet, né le 4 septembre 1893 à Liège et mort le 6 octobre 1989 à Marly-le-Roi, est un écrivain, journaliste et activiste d'extrême droite belge.

## Biographie
Issu d'un milieu de la petite bourgeoisie catholique belge, frère aîné du Robert du critique littéraire Georges Poulet, Robert Poulet vit une jeunesse aventureuse : après avoir combattu dans les corps francs durant la Première Guerre mondiale, il devient paysan, puis tente sa chance comme scénariste de cinéma. Il acquiert, la quarantaine venue, une notoriété d'écrivain, grâce notamment à son roman Handji une œuvre qui, publiée en 1931, raconte le quotidien de soldats sur le front russe durant la Première Guerre mondiale et participe du genre littéraire du réalisme magique, qui associe réalité et monde invisible.
Robert Poulet connaît un parcours intellectuel complexe et non conformiste, qui l'amène du dadaïsme au rigorisme catholique, en passant par le fascisme et l'anarchisme de droite. Activiste d'extrême-droite, il fonde en 1933 la Revue réactionnaire et publie l'année suivante le pamphlet La Révolution est à droite.
Durant la Seconde Guerre mondiale, Robert Poulet fonde le quotidien Le Nouveau Journal et défend une politique de collaboration conditionnelle avec l'occupant allemand. Il soutient politiquement le roi Léopold III. Arrêté, il est condamné à mort par la justice belge en octobre 1945, il voit ensuite sa peine commuée en exil.
Resté fidèle à son extrémisme et sans jamais faire amende honorable, il s'installe en région parisienne, fréquentant les milieux de la droite littéraire française. Il y exerce une activité d'éditeur et de critique littéraire. Il est l'éditeur du Pont de Londres, la seconde partie de Guignol's Band, de Louis-Ferdinand Céline.
Dans l’incipit de Rigodon, Céline le décrit de la manière suivante:
« Je vois bien que Poulet me boude… Poulet Robert condamné à mort… il parle plus de moi dans ses rubriques… autrefois j'étais le grand ceci… l'incomparable cela… maintenant à peine un petit mot accidentel assez méprisant. Je sais d'où ça vient, qu'on s'est engueulé… à la fin il m'emmerdait à tourner autour du pot !… vous êtes sûr que vos convictions ne vous ramènent pas à Dieu ! »
Conseiller littéraire aux éditions Plon, il collabore aux revues Écrits de Paris et Rivarol ainsi qu'au journal satirique belge Pan. Dans les années 1970, il écrit également pour le mensuel Le Spectacle du monde.

## Romans
1. « Les chemins de l'invisible » :
- Handji, Paris, Denoël et Steele, 1931 (version définitive : Paris, Plon, 1955)
- Le trottoir, Paris, Denoël et Steele, 1931
- Le meilleur et le pire, Paris, Denoël et Steele, 1932
- Les ténèbres, Paris, Denoël et Steele, 1934 (version définitive : Paris, Plon, 1958)
- L'ange et les dieux, Bruxelles, La Toison d'or, 1942 [reprend le personnage de Mouénine des Gazomètres]
- Prélude à l'apocalypse, Paris, Denoël, 1944 (version définitive : Lausanne, L'Âge d'Homme, 1981)
- La hutte de cochenille, Paris, Plon, 1953
- Nuptial, Paris, Édition Les deux rives, 1956
- Les sources de la vie, Paris, Plon, 1967
- Histoire de l'être, Paris, Denoël, 1973
- L'homme qui n'avait pas compris, Bruxelles, Didier Hatier, 1988

2. Récits et fragments :
- Le cœur antipodique in Trois Jeunes, Poitiers, Les cahiers de France (périodique), no 9-10, 1926, comprenant une préface de Joseph Delteil ainsi que Notre bel amour de René Dioune et Le vert paradis de Georges Lubin.
- Le cœur antipodique, Paris, édition de France, 1932 (réédition)
- Maximilien, Anvers, Édition Ça Ira, 1936
- Les gazomètres, Liège, Vaillant-Carmanne (réédition : Bruxelles, Éditions Ulle, 1939). Illustré par les dessins d'Alice Frey.
- Dis-moi qui te hante, Paris, Nouvelles éditions latines, 1977 (qui comprend six nouvelles : La vengeance, Un degré de plus, Maximilien, C'est vous et ce n'est pas vous, Un excès d'amour, Ce qui concerne M. Brisebois)

## Sous un pseudonyme
- Apprenez-moi tout, Anne Renaldo, Paris, Éditions de Paris, 1956.
- La Chambre des secrets, Jean Blaisy, Bruxelles, Durendal, 1957.
- L'Énigme du double six, Quentin Blaisy, Bruxelles, Durendal, 1957.
- La Première Blonde du monde, Anne Renaldo, Paris, Éditions de Paris, 1957.

## Critique littéraire
- Partis pris, Anvers, Les Écrits, 1943
- L'amateur circonspect ou le cinéma dévoilé, Bruxelles, Nouvelle Société d'Éditions, 1943 (critique cinématographique)
- La fleur de l'imagination, Bruxelles, La Toison d'or, 1944
- La lanterne magique, Paris, Nouvelles éditions Debresse, 1956
- Entretiens familiers avec L. F. Céline, Paris, Plon, Tribune libre, 1958
- Aveux spontanés. Conversations avec…, Paris, Plon, 1963
- Mon ami Bardamu, entretiens familiers avec L. F. Céline, Paris, Plon, 1971 (réédition des Entretiens familiers avec L. F. Céline)
- Billets de sortie, Paris, Nouvelles éditions latines, 1975 (édition belge : Bruxelles, Éditions Pan)
- Le caléidoscope. Trente-neuf portraits d'écrivains, suivi de Flèches du Parthe, Lausanne, L'Âge d'Homme, 1982

## Mémoires
- Vie de Saint Jean de la Croix, Paris, Albin Michel, 1944 (hagiographie)
- Journal d'un condamné à mort (anonyme), Paris, La Jeune Parque, 1948
- L'enfer-ciel, Paris, Plon, 1952
- Le livre de quelques-uns, Paris, Plon, 1957 (morale)
- Ce n'est pas une vie, Paris, Denoël, 1976
- La conjecture. Mémoires apocryphes, Paris, La Vermillon, La Table Ronde, 1981

## Essais
- La révolution est à droite, Paris, Denoël, 1934
- Contre l'amour, Paris, Denoël, 1962 (Prix Sainte-Beuve)
- Contre la jeunesse, Paris, Denoël, 1963
- Contre la plèbe, Paris, Denoël, 1967
- Contre l'automobile, Nancy, Berger-Levrault, Coll. Pour ou contre, 1967 (qui comprend aussi Pour l'automobile de Georges Portal)
- Contre l'amour, la jeunesse, la plèbe, Paris, Plon, 1971 (réédition sous forme de recueil)
- J'accuse la bourgeoisie, Paris, Copernic, Coll. Cartouche, 1978
- Contro l'amore, Roma, Castelvecchi Editore, 2012 (traduction en italien)

## Poésie
- Poèmes durs, Paris, La Pensée Universelle, 1973, contenant les poèmes suivants : Les vaincus - Service pour service - Sur un mot de Pierre V. - La morale avant tout - A. X., magistrat - Sommeil - L'invulnérable - L'arbitre - Crux - L'intruse - Vente publique - Un jour - Orgueil - Ordre d'exécuter - Berceuse des fusillés - La rose d'acier
- Quatre poèmes classiques, Bruxelles, Éditions PAN, 1984, avec une préface et contenant les poèmes suivants : La porteuse de thé - La rose d'acier - Poème de la mort de Dieu - Le dernier Eden

## Théâtre
- Mars et Vénus, Paris, Éditions de La Colombe, 1964

## Préfaces
- La structure de l'État, Renaud de Briey, Bruxelles, Duculot, 1936
- Vingt portraits d'artistes, Charles Leirens, Bruxelles, Éditions de la connaissance, 1936 (comprend une photo de Robert Poulet)
- La neige et les blés, Hubert Dubois, Bruxelles, Cahier du journal des poètes, 1937
- Le progrès politique, André Frantzen, Bruxelles, Cahiers corporatifs, 1937
- Le pont de Londres, Louis-Ferdinand Céline, Paris, Gallimard, 1964
- Les possédés, Fiodor Dostoïevski, Paris, Productions de Paris, S.D.
- Les grenouilles, Raymond Duesberg, Paris, Plon, 1962
- 11 novembre 1918. Armistice, Lucien Rebatet, Liège, Éditions Nationales, 1982
- Hommage à Pierre Aelberts, éditeur d'art et bibliophile éclectique, Alain Aelberts et Jean-Jacques Auquier, Anhée, Dismas, 1990 (avec un hommage de René Huyghe)

IX. Collectif :
- Manifeste du Groupe du Lundi, Bruxelles, 1937
- Manifeste pour la neutralité belge, contre l'éternisation de la guerre européenne, pour la défense des valeurs de l'esprit, Bruxelles, 1939

## Critique littéraire
- La poésie en gibus, Liège, Dynamo, 1967
- L'écrivain Jean Paulhan, Liège, Dynamo, 1968
- Un Céline belge : Hubert Chatelion, Liège, Dynamo, 1968
- Robert Brasillach, critique complet, Liège, Dynamo, 1971
- Robert Denoël ou l'édition à qui perd gagne, Liège, Pierre Aelberts éditeurs, 1981
- Flèches du Parthe, Liège, Pierre Aelberts éditeurs, 1981
- Pierre Louÿs, personnage balzacien, Liège, Pierre Aelberts éditeurs, 1982
- Où l'on voit poindre un faux Bardamu, Bruxelles, Van Bagaden, Coll. Céliniana, no 17, 1989

II. Pamphlétaire/essayiste :
- Dépecer la Belgique ?, Liège, Dynamo, 1967
- Sire, vous ne pouvez plus vous taire !, Liège, Éditions Nationales, 1971

III. Poète :
- La Rose d'acier, Liège, Dynamo, 1969
- Poème de la mort de Dieu, Liège, Pierre Aelberts éditeurs, 1978
- La Porteuse de Thé, Liège, Pierre Aelberts éditeurs, 1981(réédition : Lausanne, L'Äge d'Homme, 1982)